# Dioecia

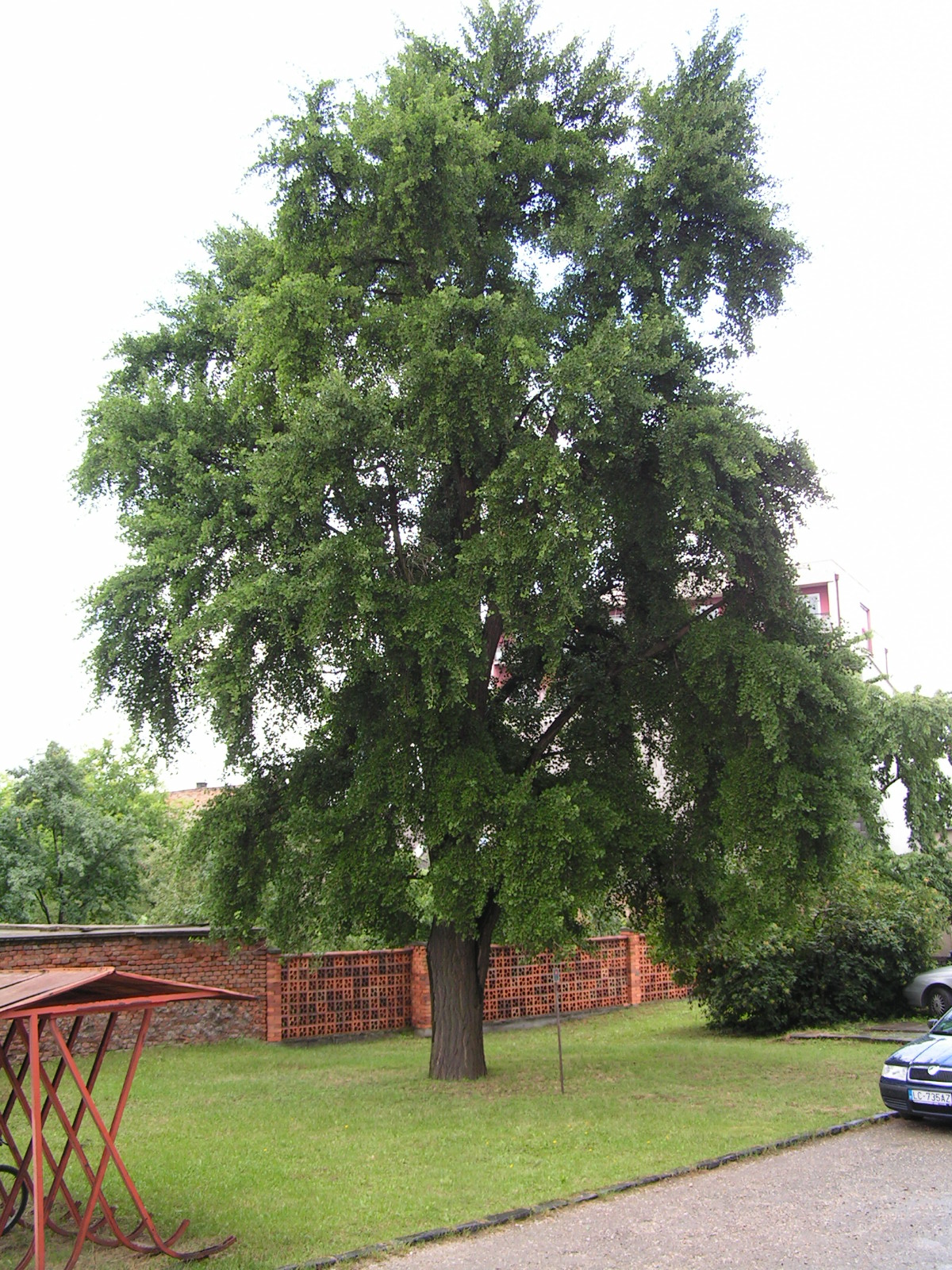
Ginkgo biloba, un ejemplo de vegetal dioico.

Una especie dioica es aquella en la que hay individuos machos e individuos hembras. El término se usa especialmente en las plantas, mientras que para las especies animales se prefiere utilizar el término «gonocórico». Las especies dioicas son opuestas a las hermafroditas, o más correctamente en las plantas, las monoicas, cuyos individuos poseen tanto los órganos reproductivos masculinos como los femeninos. Por eso la reproducción dioica es biparental: necesita siempre de dos progenitores.
En las plantas se caracterizan principalmente por contar con flores masculinas o flores femeninas. Esta característica aparece en especies antiguas, como el ginkgo (Ginkgo biloba), la cica (Cycas revoluta) y el kiwi (Actinidia deliciosa), pero también en algunas más recientes, como el alfóncigo (Pistacia vera). Un mismo género puede tener especies dioicas y otras monoicas; por ejemplo en el género Casuarina (Casuarinaceae). 
En los animales, parece que se da el fenómeno inverso, ya que los grupos de mayor complejidad, como los artrópodos, entre los protóstomos, y los vertebrados, entre los deuteróstomos, son unisexuales prácticamente en su totalidad.